# 浙江图书馆
浙江图书馆，有时简称浙图，创建于清光绪二十六年（1900年），是中国创办最早的省级公共图书馆之一，现为国家一级图书馆、全国古籍重点保护单位，建筑面积4.2万平方米，馆藏文献673.44万册（件）。

## 历史
清光绪二十六年（1900）11月，受维新思想的影响，杭州士绅邵章、胡焕等呈请杭州知府朱启凤核准，在城东菜市桥畔东城讲舍旧址创办杭州藏书楼，向当地士子免费阅借，创办时藏书718种、9499册，并在1902年刊行了《杭州藏书楼书目》向社会公示:第2－3页。光绪二十九年（1903）浙江巡抚聂缉椝、行省翁曾桂与学政张亨嘉将杭州藏书楼改为官办，更名为浙江藏书楼，藏书扩大到3.5万册，隶属浙江提学使司管理，并拨款在城中丰乐桥建大方伯里馆舍，光绪帝赐匾“敦彝牖慧”。据《浙江藏书楼阅书借书章程》，时读者无论身份，凡“志在通知古今中外者”，均准入楼阅书借书。《章程》还涵盖了图书馆开放时间，馆内的服务状况等内容:第4－5页。之后在聂缉椝望扩大馆藏规模的奏请以及光绪帝的批准下，各省局的书片陆续发往了藏书楼:第7页。宣统元年（1909）清廷预备立宪，在各省设图书馆，经御批准奏，浙江巡抚增韫将浙江藏书楼与浙江官书局合并，改建为浙江图书馆，并请拨文澜阁旁空地建新馆舍（即孤山馆舍）。宣统三年（1911）7月经浙江省咨议局议决，将仅存的江浙三馆之一的文澜阁所藏《四库全书》及其他阁藏图书拨归浙江图书馆。
民国元年（1912）夏建成孤山馆舍（白楼），元年2月25日由钱恂出任馆长，期间他为保护《四库全书》将《全书》迁到了红楼，在浙江教育司司长沈钧儒在政务会上的提议下红馆成为了浙江图书馆的分馆:第16 - 17页，次年（1913）浙江图书馆改称浙江省立图书馆，并将白楼作为总馆并正式开馆:第9页，第四年（1915）杭州图书馆与北京两地开展了历时8年对以《四库全书》为底本的286卷书籍的补抄:第17页，图书馆还选送了《浙江通志》等十种木印书籍赴巴拿马太平洋博览会展出:第28页，五年（1916）改称浙江公立图书馆，十六年（1927）复名浙江省立图书馆。自1930年起浙江图书馆在杭州城区内开设5处图书流通点，使用了自主设计的便捷流通书架，并在航船江兴轮上开展了图书流通业务:第20页。民国二十年（1931）建成大学路馆舍，由蔡元培题写馆名，浙江省立图书馆与浙江图书馆两个馆名并用，时有藏书24万余册，其中1915年-1923年和1923年-1925年先后组织文澜阁《四库全书》乙卯补抄和癸亥补抄，使其大体恢复旧观，并组织传抄嘉业堂藏书楼所藏《永乐大典》原本44册。至1935年藏书达32万余册，成为除国立北平图书馆外藏书最多的省立图书馆。抗战期间1937年12月1日图书馆迁址到建德、次年至永康、41年至丽水，在此期间大学路馆舍的钢铁书架遭日军劫掠，地下室也被其当作马厩:第43页。馆藏的《四库全书》自迁到龙泉后一直向西迁至重庆。浙江图书馆与位于瑞安的玉海楼搬移到青田县的南田，善本则密藏在庆元县，玉海楼的藏书也尽归浙江图书馆:第49页，1945年底迁回杭州。1932年1月学者陈训慈担任馆长，他提出延长开馆时间，在省内开办通信借书等多项便民提议:第31页。陈训慈还多次在馆内举办展览会与学术讲座:第34页。
1951年嘉业堂藏书楼并入，并获赠蒋光焴衍芬草堂特藏共计9656册书籍，1953年再次定名浙江图书馆，1998年建成曙光路新馆，2000年新馆正式开馆并作为总馆使用。
2023年8月29日，之江文化中心正式启用，包括浙江省博物馆之江新馆、浙江图书馆之江新馆、浙江省非物质文化遗产馆、浙江文学馆以及配套的公共服务中心。浙图之江馆一、二层首批配置有各类文献30余万册件，面向读者提供借阅服务，未来馆内将配备馆藏文献约600万册。之江馆有古籍影印本开架阅览区、少儿沉浸式阅读空间、“书立房”跃层书房、“无涯学海”研修区、“文山艺海”阶梯阅览室等多个极具特色的阅览空间。

## 馆舍
该馆现设有馆舍四处，分别为杭州市曙光路总馆（西湖区曙光路73号、宝石山北麓）、孤山路古籍部（西湖区孤山路28号，西湖孤山南麓）、大学路馆舍（上城区大学路102号）和湖州市嘉业堂藏书楼（南浔区南浔镇）。作为总馆的曙光路馆舍建筑面积3.4万平方米，可藏书450万册。建筑坐南朝北，自北向南顺栖霞岭的山势逐步增高，以2-3层为主，局部4层，采用钢筋混凝土框架结构和筏基基础，总体布局呈品字型，东部、东南部为阅览区，西部、西北部为学术交流区，中南部为书库、采编部和业务工作管理区。
孤山馆舍现用于收藏1949年5月之前的古籍文献和民国图书报刊，建筑由白楼、红楼和青白山居组成，白楼为普通古籍书库和读者阅览室，红楼为古籍编目室和修复室，青白山居为珍本书库。白楼、红楼均以外墙颜色命名，其中白楼为近代中国最早的公共图书馆专用建筑之一，建于1911年5月至1912年夏，为两层西式建筑。红楼位于白楼西侧，原为清政府迎接德国皇太子威廉来杭而建造的国宾馆，建于清光绪三十二年（1906），亦为两层西式建筑，平面为正方形，四周设有回廊，廊柱间以拱形墙饰连接。青白山居又称“杨虎大楼”，建于孤山之巅，原为上海警备司令杨虎的别墅，由胡钊设计，建于1936年5月至次年1月，主楼为三层建筑，墙体、围栏为西式风格，屋顶则采用中式歇山顶，1953年由政府收购并归浙江图书馆使用，1954年3月起用于保存《四库全书》文澜阁本以及善本书，2002年4月《四库全书》文澜阁本又移入曙光路总馆地下的善本书库房保存。
大学路馆舍现为阅览室，建筑由原浙江军政府都督汤寿潜捐资建造，上海庄俊建筑师事务所设计，建于1929年至1931年3月，为两层西式建筑，采用钢筋混凝土结构，平面为工字形，立面采用古典主义的纵横三段式处理，底部为宽阔高大的台基，中部采用多立克式柱子巨柱式构图，其中南立面的16根贴墙柱子将立面分隔为15间，正中3间开红色铁门，其余各间设支摘式方格玻璃钢窗，正中5间檐壁上为蔡元培所题“浙江图书馆”馆名，两侧5间檐壁上各开5个长方形的白框横窗。入内中间为大厅，左右翼和内室为阅览室和书库，屋顶为井字梁。

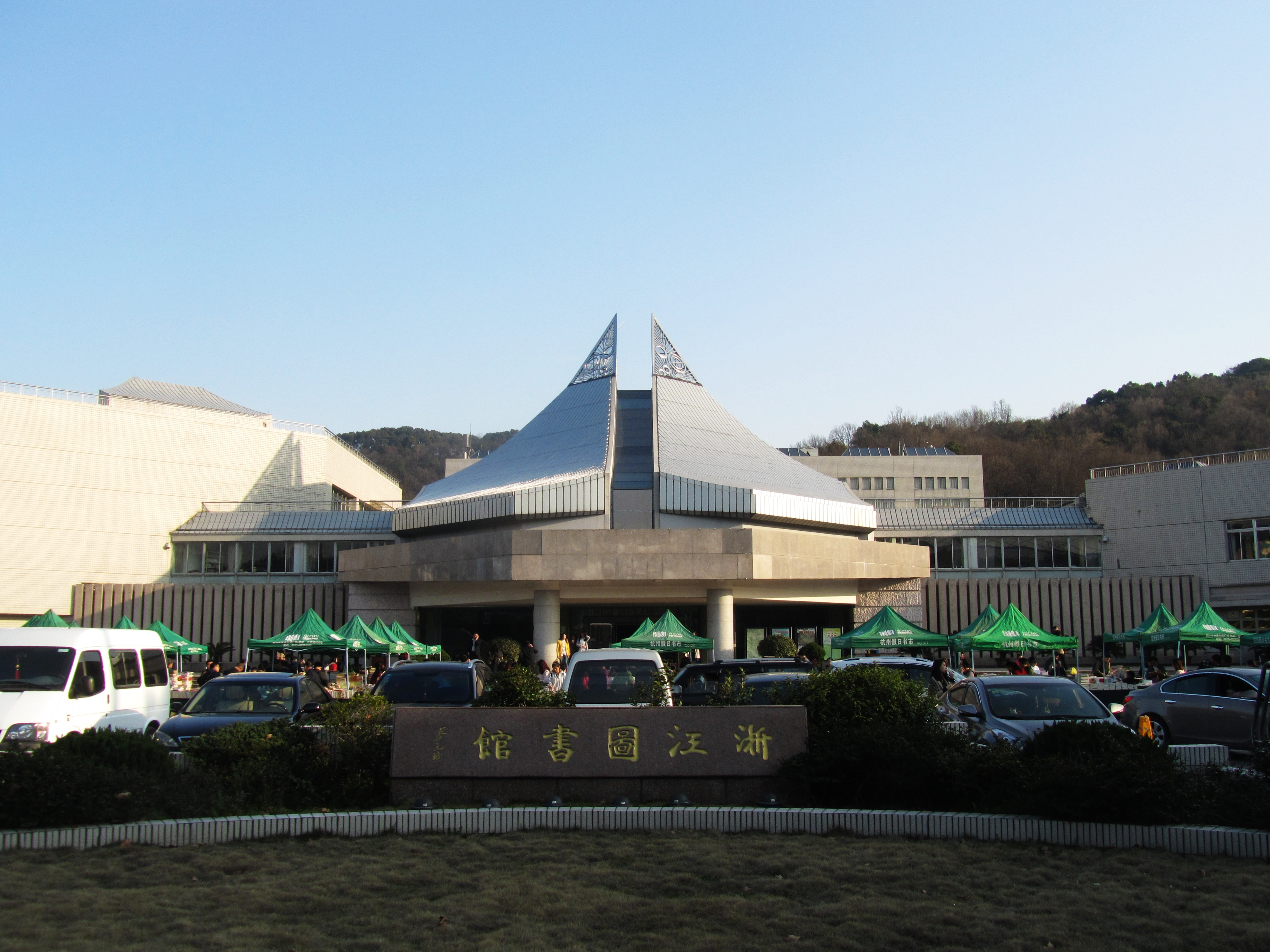
曙光路馆舍
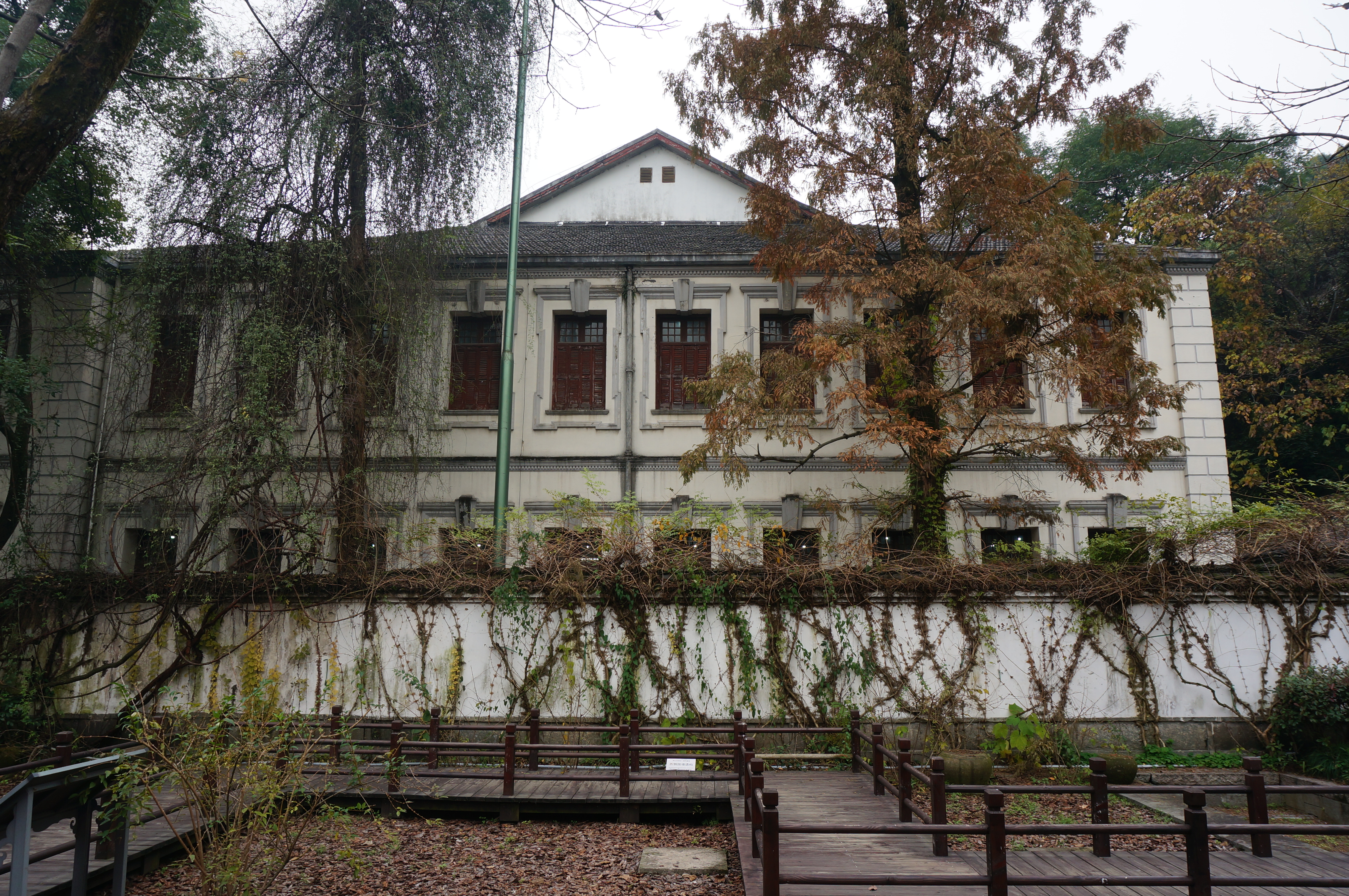
孤山馆舍白楼
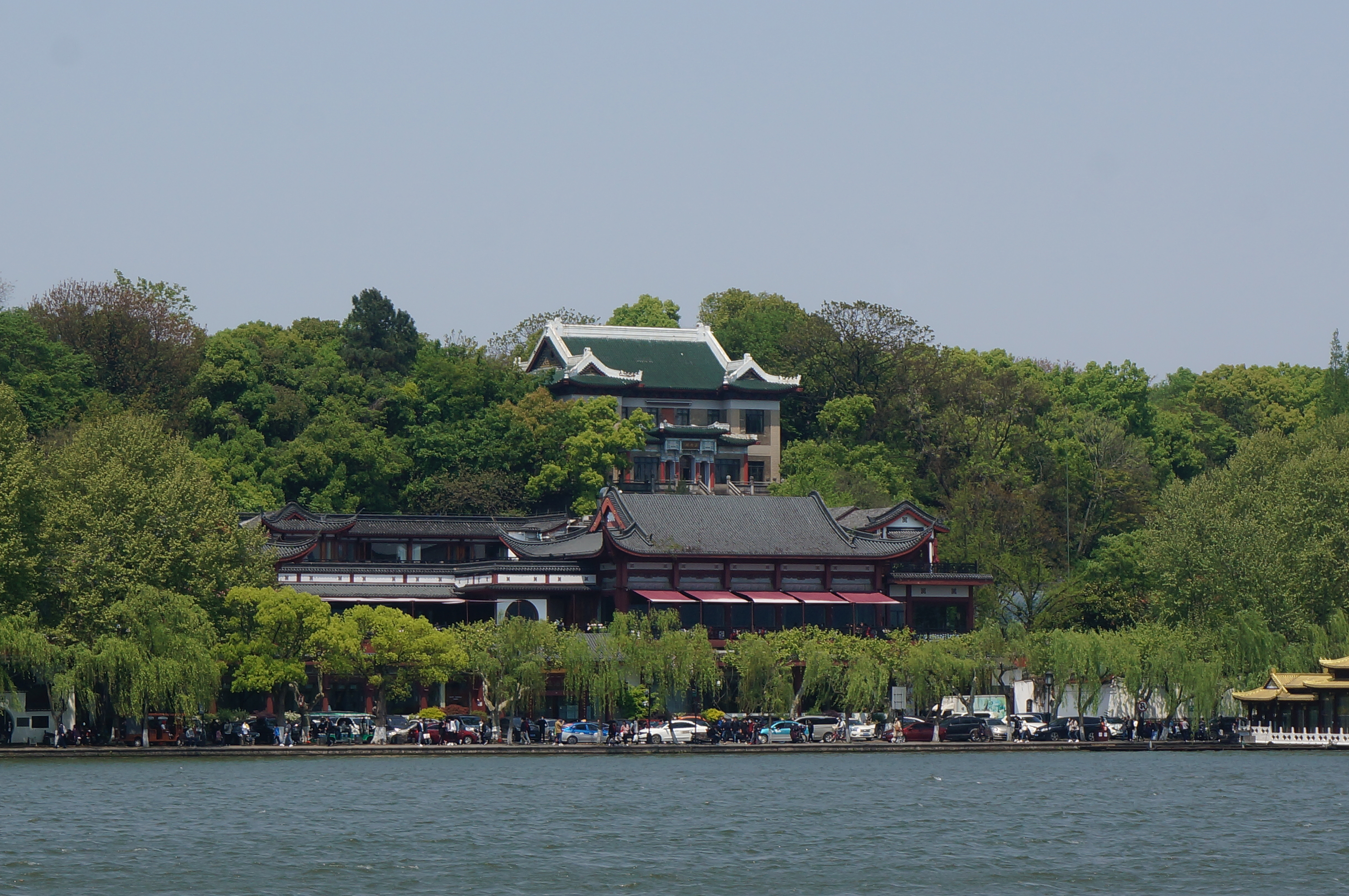
孤山馆舍青白山居
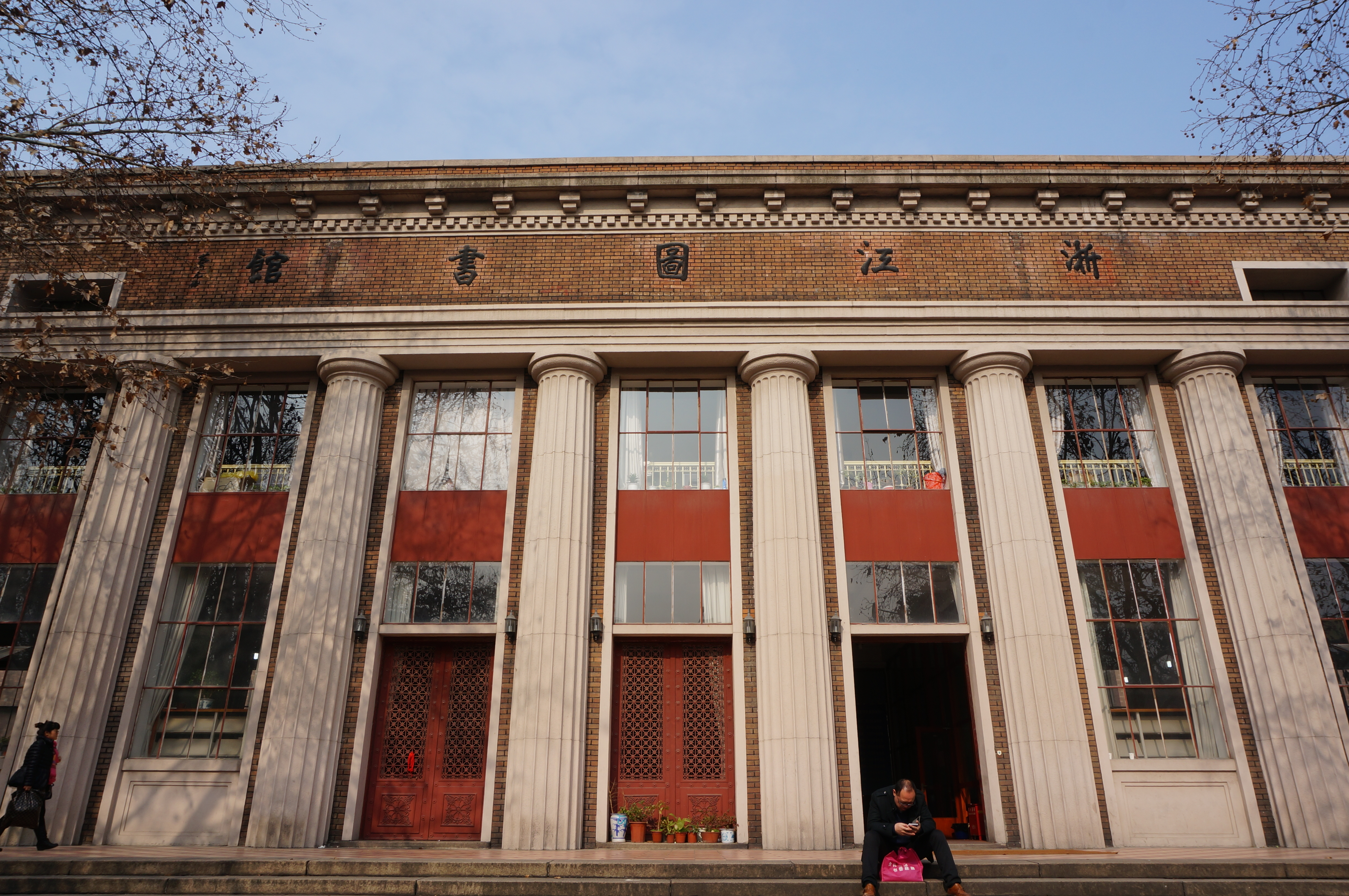
大学路馆舍
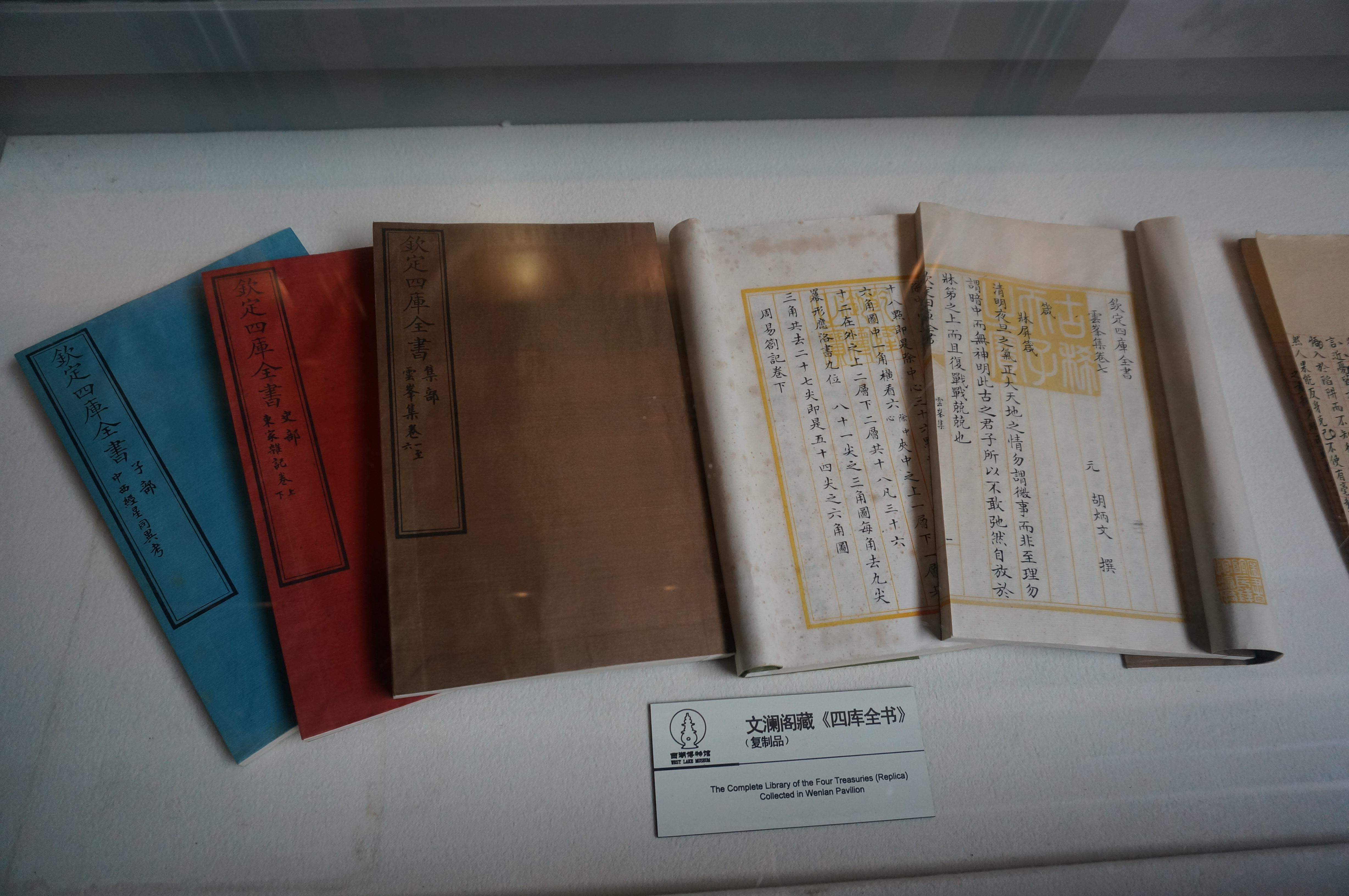
《四库全书》文澜阁本（复制品）

## 藏书和分类

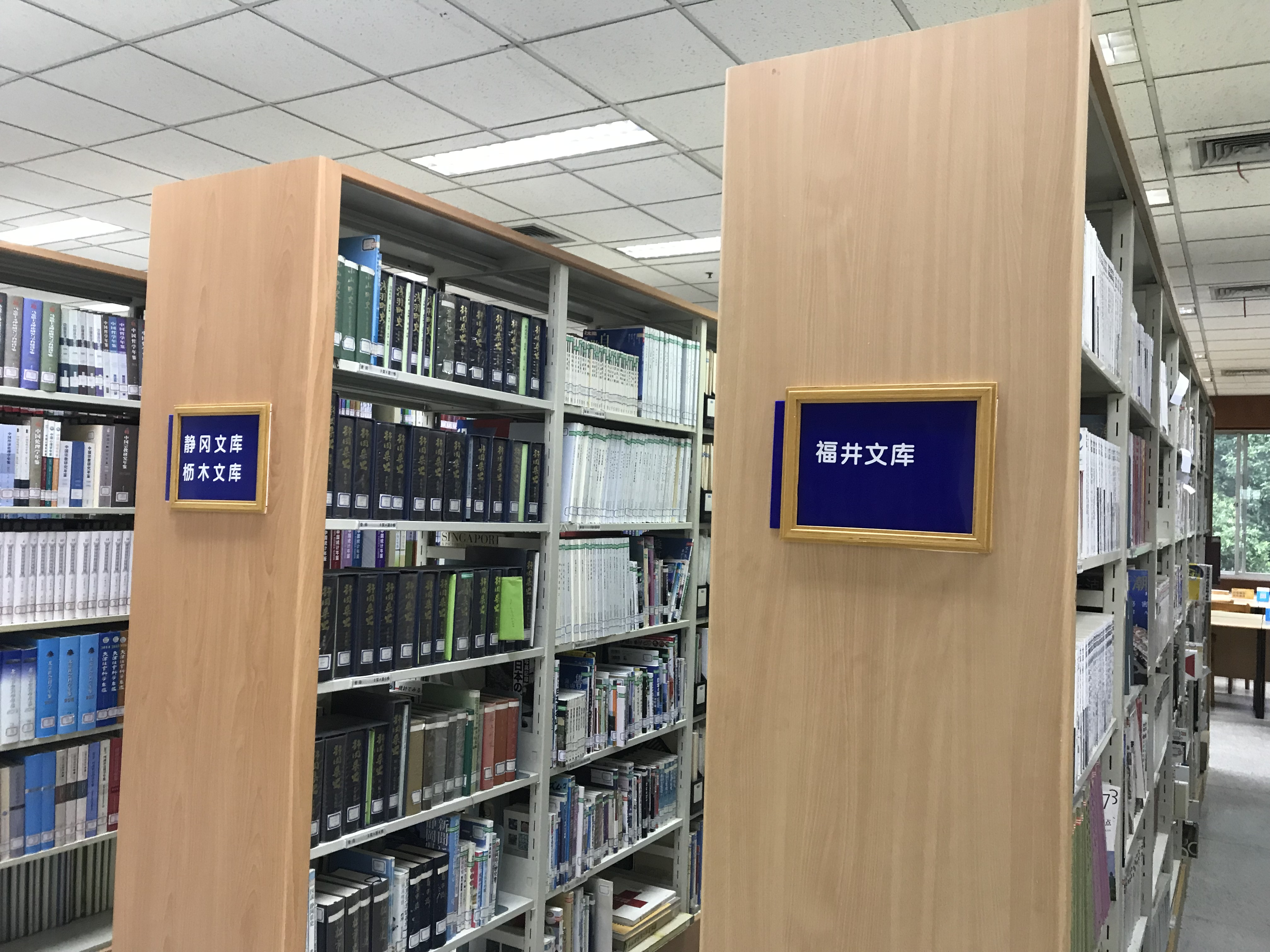
日本福井、静冈及栃木縣赠予图书区

浙江图书馆现藏书500多万册，尤以《四库全书》文澜阁本和《古今图书集成》著称，此外也藏有敦煌经卷、宋元明刻本、稿抄本、名家批校题跋本及日本、朝鲜、越南等外国刻本。馆藏古籍集中了数十家私家藏书楼旧藏，如南浔嘉业堂、龙游寒柯堂、上虞枕湖楼、四明墨懈楼、海宁衍芬草堂、余姚梁弄五桂楼和慈城抹云楼等，此外在嘉业堂藏书楼还藏有古籍版片（雕版印刷古籍之后的原版留存）15万片。
分类方面，杭州藏书楼时期按自行编制的分类法类分图书报刊，光绪二十八年（1902）刊行的《杭州藏书楼书目》将藏书分为经学、史学（掌故與地附）、性理（哲学家言附）、辞章、时务、格致、通学七个主要类目，另附设报章、图表、补遗三个类目。浙江藏书楼时期将馆藏分作古籍和新籍两类，分别按四库分类法分类和自拟分类体系类分，其中光绪三十三年（1907）刊行的《浙江藏书楼书目》（乙编）将新籍分为法律、政治、宗教、教育、图史、文学、文字、理学、算学、美术、杂志、工业、商业、兵书、生理、农业十六个类目。1912年6月后，馆藏分为保存（古籍中的珍善本）和观览（普通古籍及新籍）两类，古籍分为经、史、子、集、宗教、丛书六类，新籍分为文学、哲学、历史、宗教、天文、地理、博物、理化、数学、法政、农学、工学、商学、兵学、医学、美术及稗官说部十七类。浙江省立图书馆时期，1924年开始采用杜定友世界图书分类法类分中文平装书及日文书，以杜威十进分类法类分西文书，1928年夏又统一改用王云五《中外图书统一分类法》，现状则采用中国图书馆分类法。

## 研究和出版
浙江图书馆曾办有《浙江省立图书馆馆刊》、《文澜学报》和《图书展望》等多种刊物，其中1915年创办《浙江公立图书馆年报》，后改称《浙江图书馆报》，除报道馆内情况外，也介绍世界各国图书馆的历史与现状。1927年创办《浙江省立图书馆月刊》，后改称《浙江省立图书馆馆刊》，包括学术论著、介绍评论、书报摘要、图书馆消息、馆务纪要、统计、新书目录以及国内外图书馆概况撷要等栏目，除反映馆务、汇报进展外，也逐步扩大到对图书馆学研究成果的报道。此外在1935年还创办《文澜学报》季刊和《图书展望》月刊，前者旨在研究中国传统学术，以中国古代版本、目录和校勘等方面的内容为重点，后者则类似于大众性读书刊物。
此外该馆在民国二十五年（1936）11月曾举办浙江文献展览会，展出浙江图书文物6000余种2万余件（册），观众达7.6万人次，为中国近代史上首次也是最大的文献博览会。

## 图集

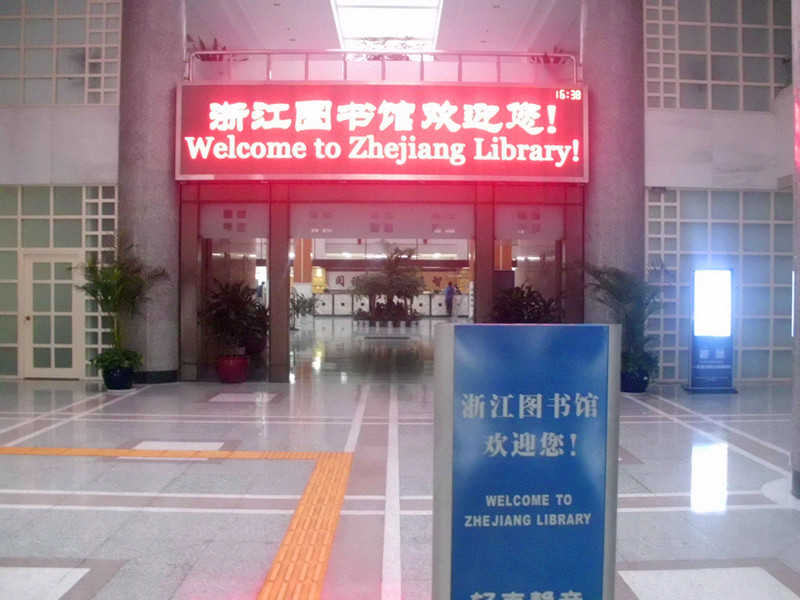
大厅（曙光路总馆，下同）
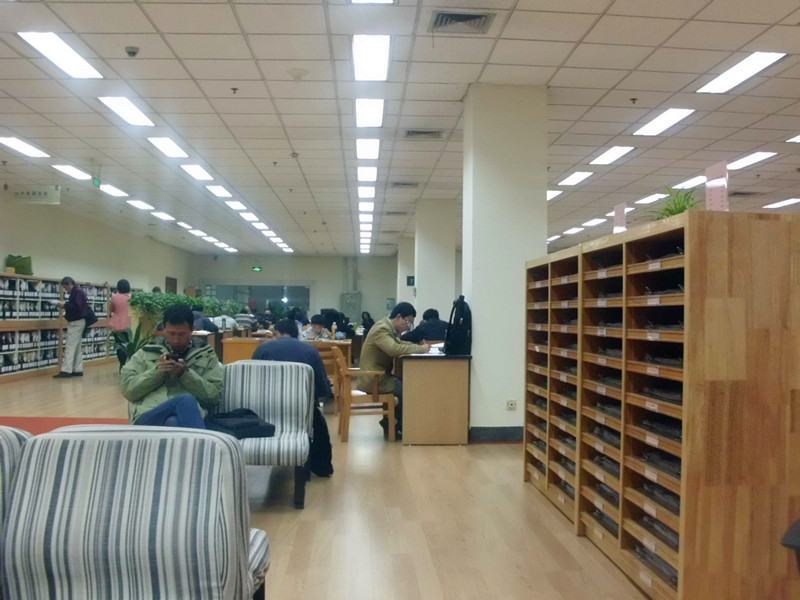
报刊阅览室
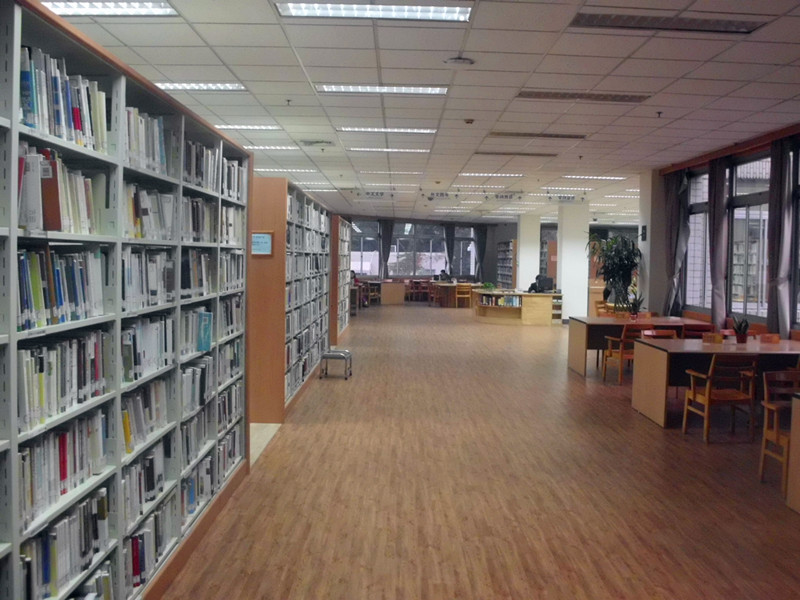
图书借阅室
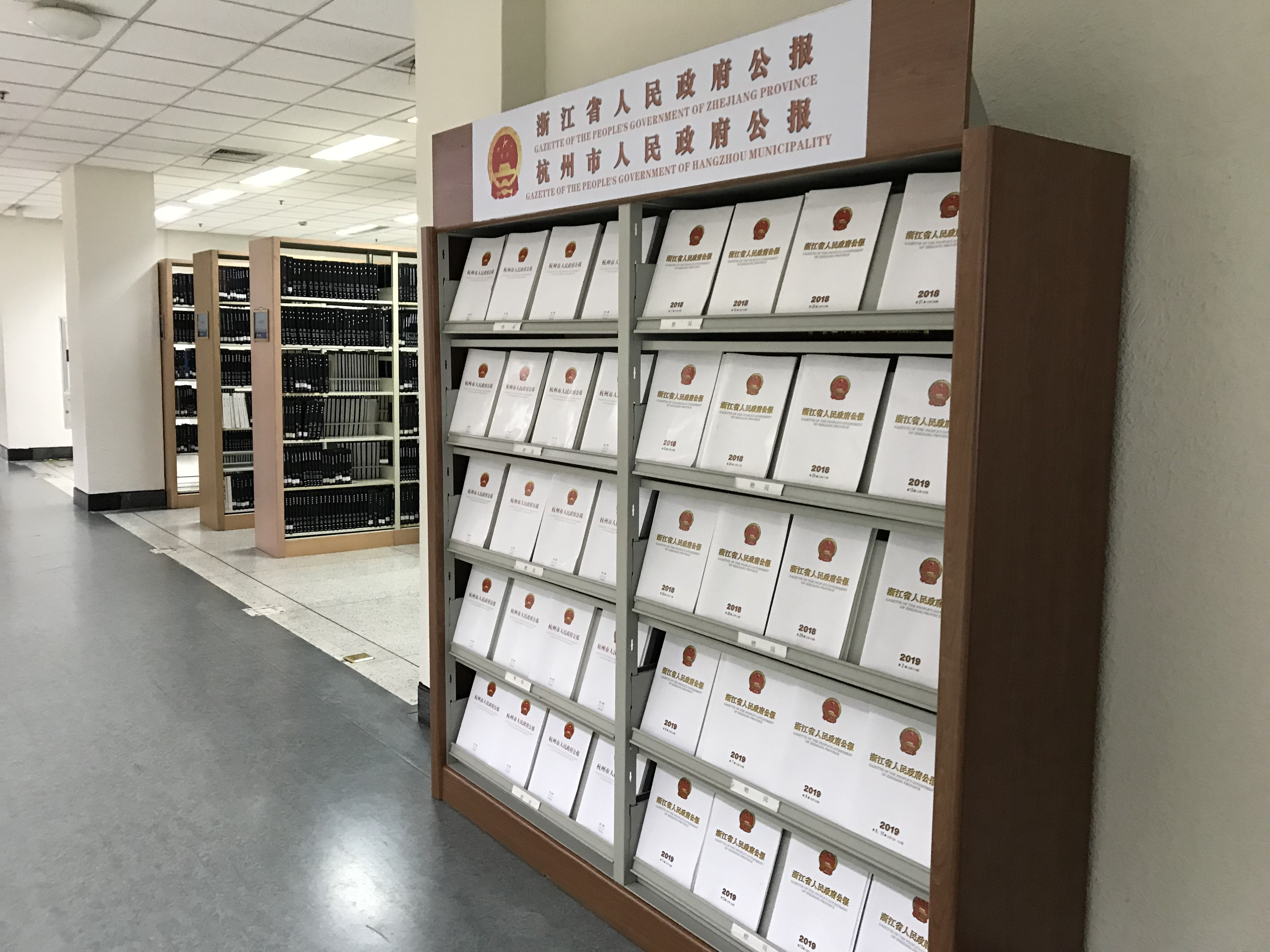
浙江省及杭州市人民政府公报展示区
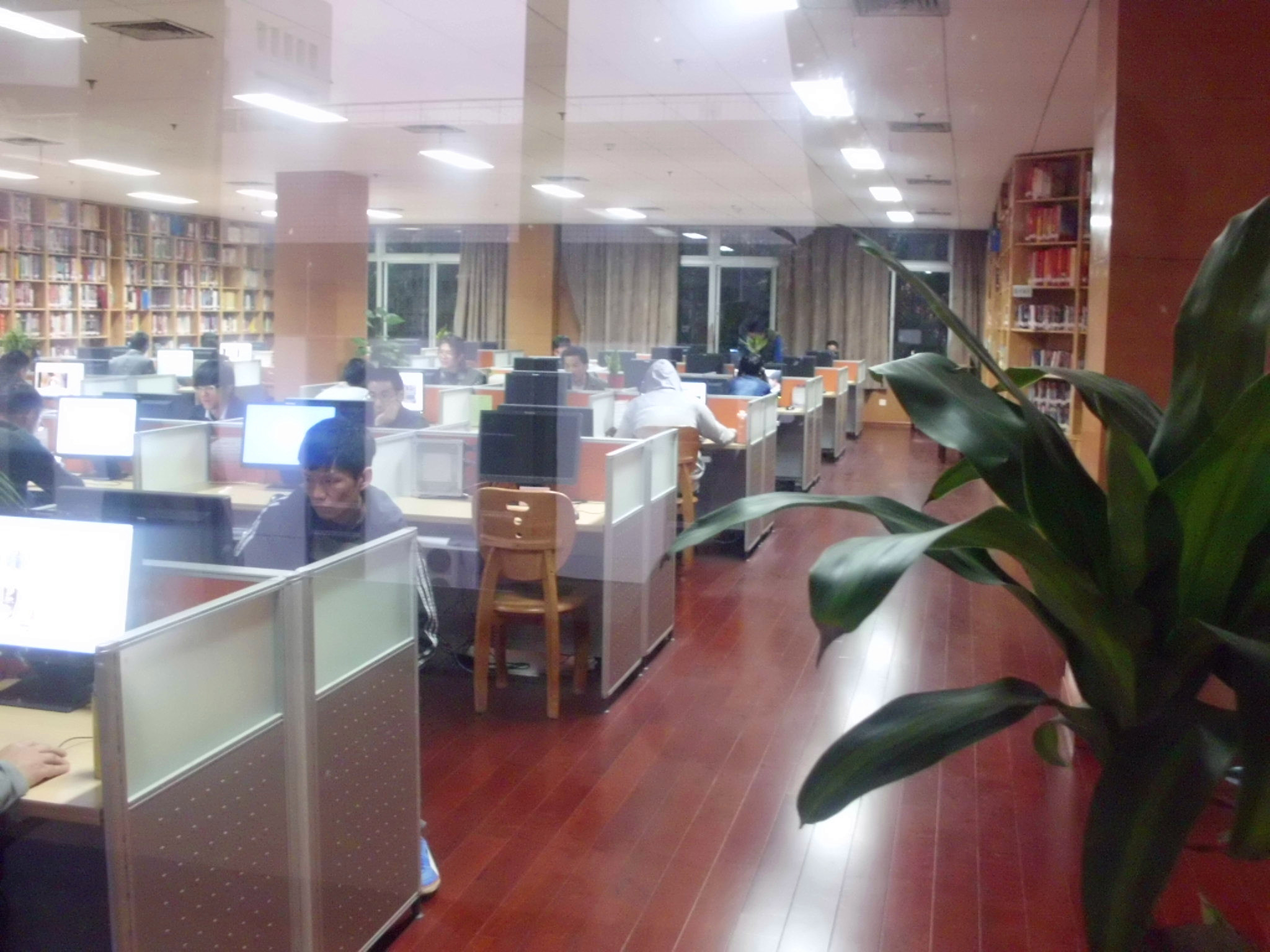
电子阅览室